# The West Australian
The West Australian (souvent appelé plus simplement The West) est un quotidien régional publié dans la région de Perth, en Australie-Occidentale. Le journal appartient à la West Australian Newspapers Holdings Ltd qui fait partie de l'Australian Stock Exchange. 
Publié depuis 1833, il est le deuxième plus ancien journal d'Australie. Il a un tirage de 200 000 exemplaires en semaine et de 370 000 le week-end avec son édition du samedi.
The West est publié au format tabloïd comme les autres principaux journaux de la région : The Sunday Times et le News Limited.
The West est de tendance populiste avec une forte inclinaison conservatrice.

## Contenu
Le journal donne des informations internationales, nationales et locales.  
Les principaux journalistes du quotidien sont Paul Murray, ancien rédacteur en chef, et Danny Katz, un journaliste de Melbourne qui écrit dans le quotidien The Age et à qui The West rachète aussi des articles.